# Frédérique Lenger
Frédérique Lenger est une mathématicienne et pédagogue belge. Elle et son mari Georges Papy (1920-2011) sont considérés ensemble comme les parents du renouveau pédagogique des mathématiques modernes à partir du milieu des années 1950.

## Biographie
En 1954, elle publie ses Réflexions sur l'enseignement des mathématiques aux enfants dits « peu doués ».
En 1958, avec Willy Servais, préfet de l’Athénée Royal de Morlanwelz, elle entreprend la rédaction du premier programme expérimental de « mathématiques modernes » destiné aux Écoles normales gardiennes (après consultation de Georges Papy, professeur à l'Université libre de Bruxelles (ULB), qui deviendra plus tard son mari).
Le 1er octobre 1960, Frédérique Lenger épouse Georges Papy.
De 1963 à 1966, elle publie avec son mari Georges, un programme pédagogique en six volumes pour les mathématiques de l'enseignement secondaire : Mathématique moderne. Ils y proposaient d'unifier les grands thèmes du programme en s'appuyant sur la théorie des ensembles, le concept d'application et les structures algébriques.
De 1967 à 1968, elle mène avec d'autres des expériences pédagogiques auprès d'enfants de 6 ans.
Le 8 décembre 1968, elle soutient   sa   thèse   de   doctorat « Sur   le   premier   enseignement   de   la mathématique  et  une  méthodologie  de  la  formation  continue  des  enseignants »  à  la  Faculté des Sciences de l’Université Libre de Bruxelles.
En juillet 1971, elle contribue à la création du Groupe international de recherche en pédagogie de la mathématique (GIRP), à Luxembourg. Elle en prend la présidence, et sera réélue d'année en année jusqu'à sa démission en 1981.

## Divers
En mai 2012, la ville d'Arlon baptise une nouvelle voie « rue Frédérique Lenger, ».

## Écrits
- Mathématique moderne (1963), éd. Didier
- L’Enfant et les Graphes (1969), éd. Didier